# Casa clavo

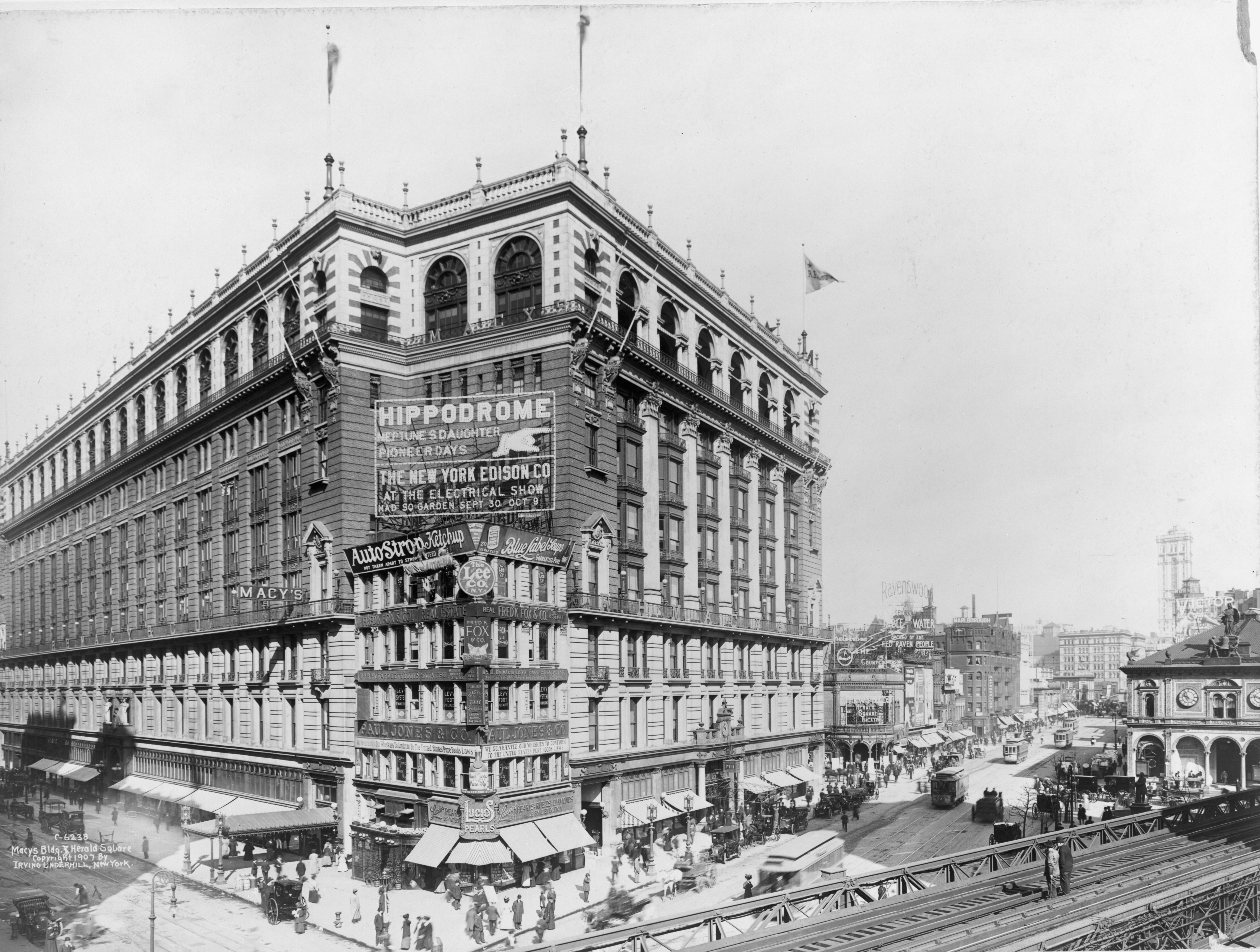
La esquina del millón de dólares, una casa clavo que se negó a ser integrada al Macy's Herald Square en Nueva York.

Una casa clavo (en chino: 钉子户 dīngzihù), también conocida por el anglicismo holdout, es una propiedad que no llegó a formar parte de una promotora inmobiliaria mayor, normalmente porque el propietario se negó a venderla. El término «casa clavo» es un calco exacto del neologismo chino dīngzihù, utilizado para referirse tanto a una persona que se niega a desalojar su casa para dejar paso a una urbanización, como a la propia casa en sí. El vocablo chino, acuñado por los promotores inmobiliarios, viene del hecho de que estas casas sobresalen «como un clavo que no se puede extraer ni martillear». Por todo el mundo existen ejemplos de casas clavo, las cuales suelen recibir una amplia cobertura mediática por parte de la prensa y los medios de comunicación, tanto a nivel nacional como internacional.
Después de que la República Popular China aprobara su primera ley moderna de propiedad privada en marzo de 2007, en plena burbuja inmobiliaria, han aparecido en el país múltiples ejemplos de casas clavo. La nueva ley prohíbe la expropiación de terrenos por parte del Estado, salvo cuando sea de interés público, por lo que varios propietarios se acogieron a esta ley para impedir que su casa fuese demolida en detrimento de centros comerciales y el desarrollo de otros espacios de índole privada. Uno de los casos más notorios en China fue el de la vivienda de Wu Ping, una mujer que se negó a vender su casa en Chongqing para construir un centro comercial en las inmediaciones. Ping fue la única de las 281 familias en declinar la oferta de los promotores, iniciando una batalla legal por mantener su casa en pie, hecho que finalizó en 2007 con el derribo y la posterior compensación de un millón de yuanes para ella y su familia.

## Galería

Ejemplos de casas clavo
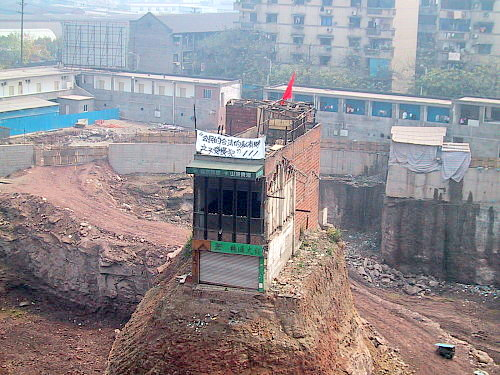
La casa de Wu Ping en Chongqing, China
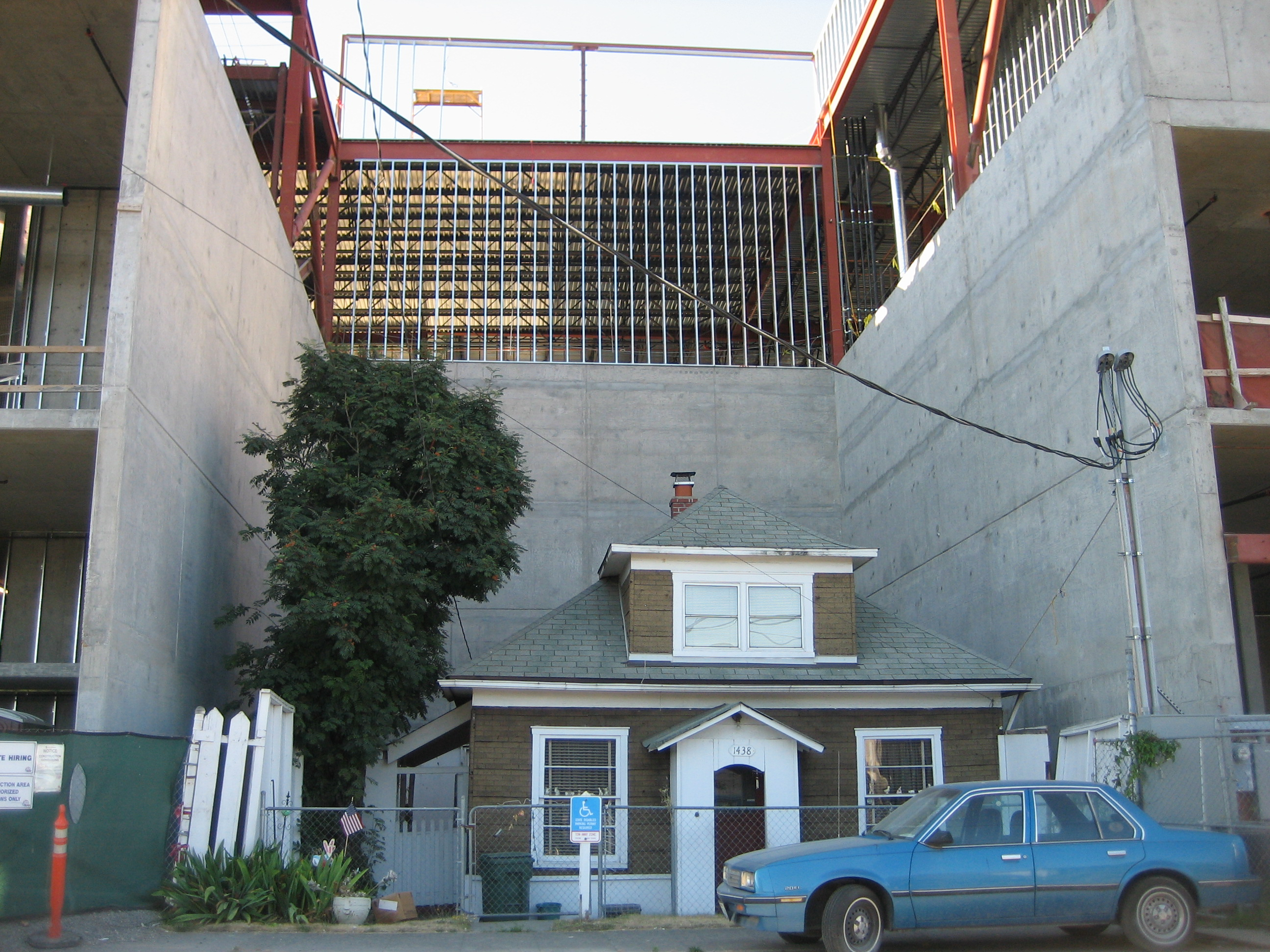
La antigua casa de Edith Macefield en Seattle, Washington.
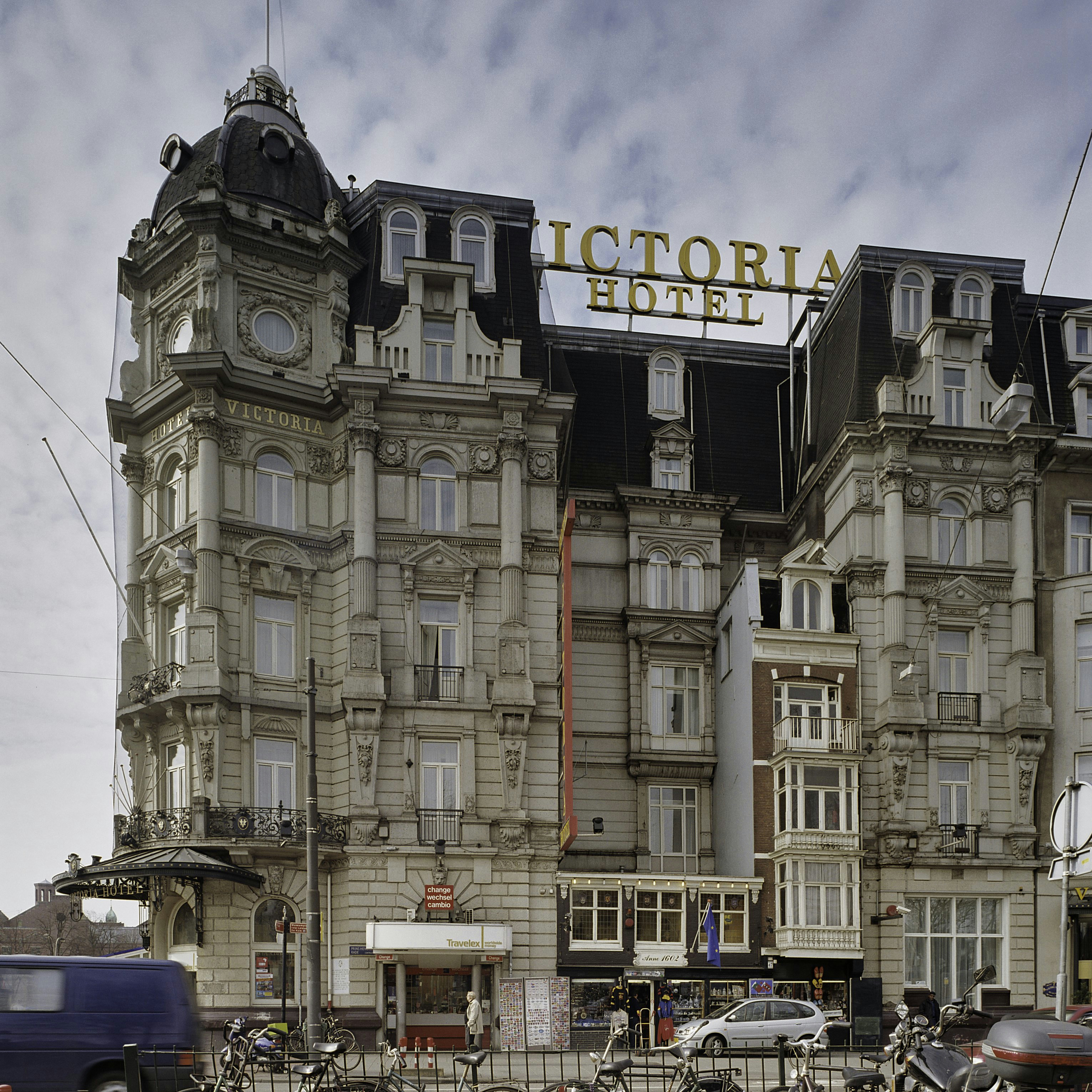
Dos viviendas enclavadas en el Hotel Victoria de Ámsterdam, Países Bajos.
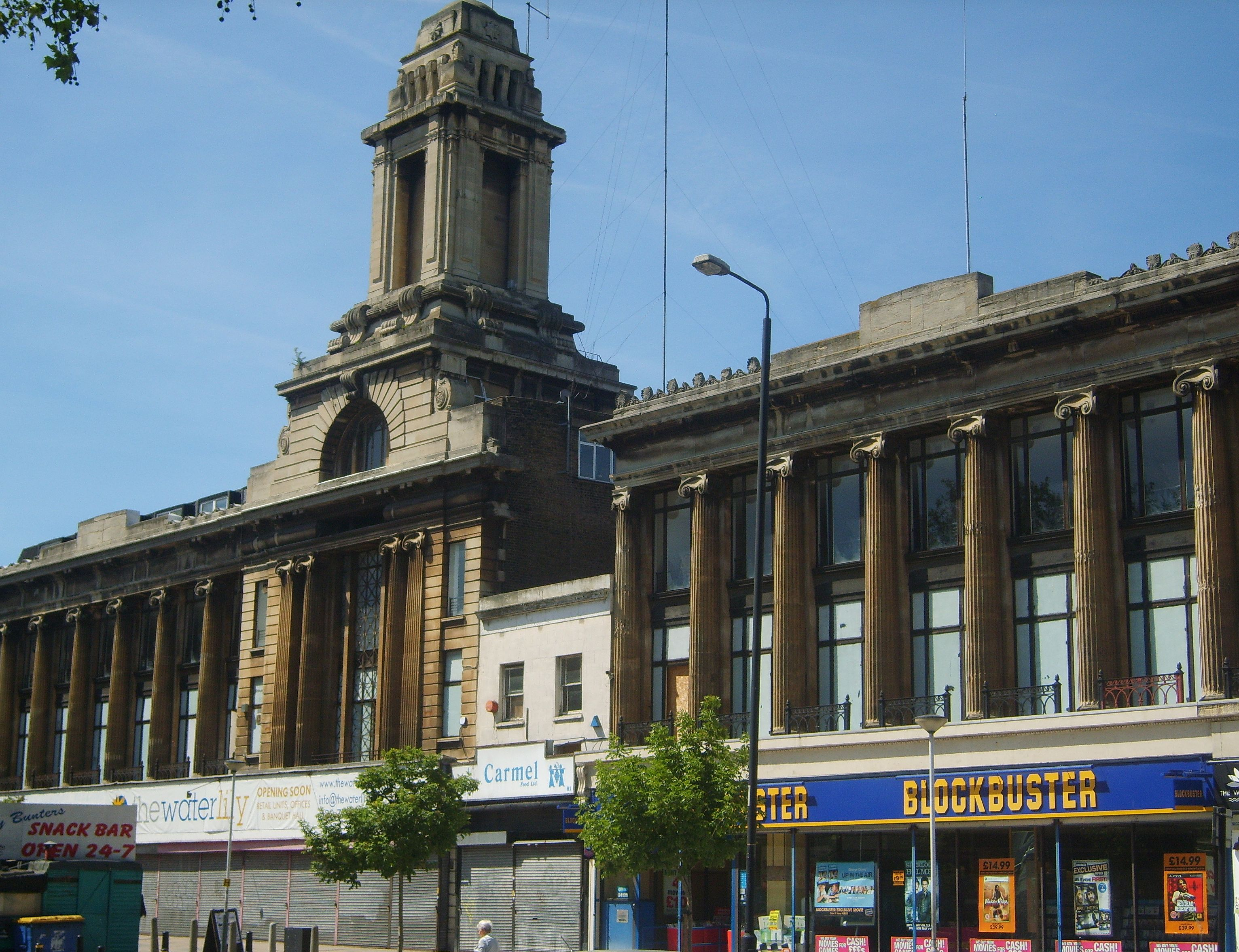
La casa de la familia Spiegelhalter, entre los grandes almacenes Wickhams en Londres, Reino Unido.
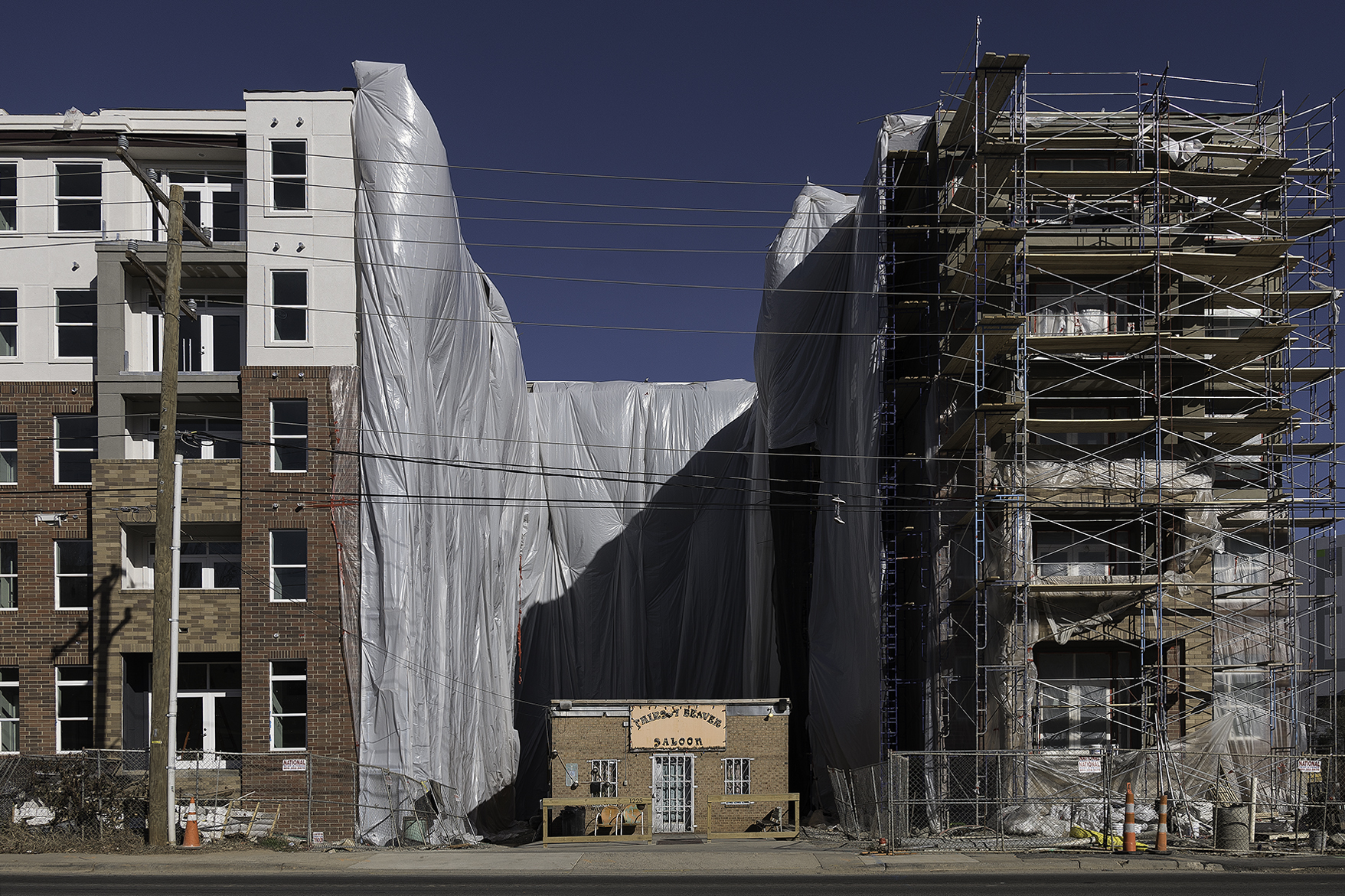
El bar The Thirsty Beaver en Charlotte, Carolina del Norte.
La casa de Vera Coking en Atlantic City, Nueva Jersey.
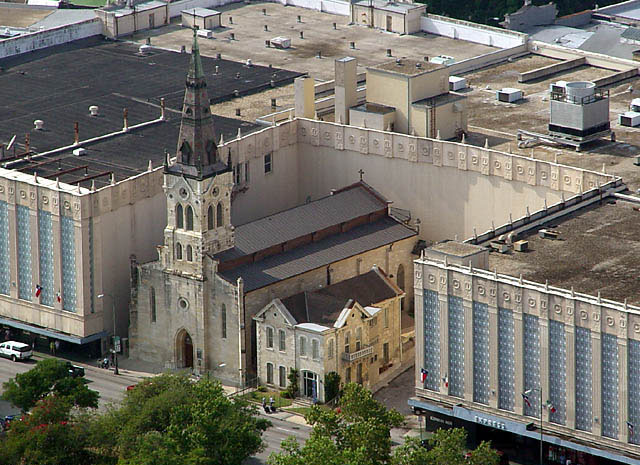
La Iglesia de San José, rodeada por un centro comercial, en San Antonio, Texas.
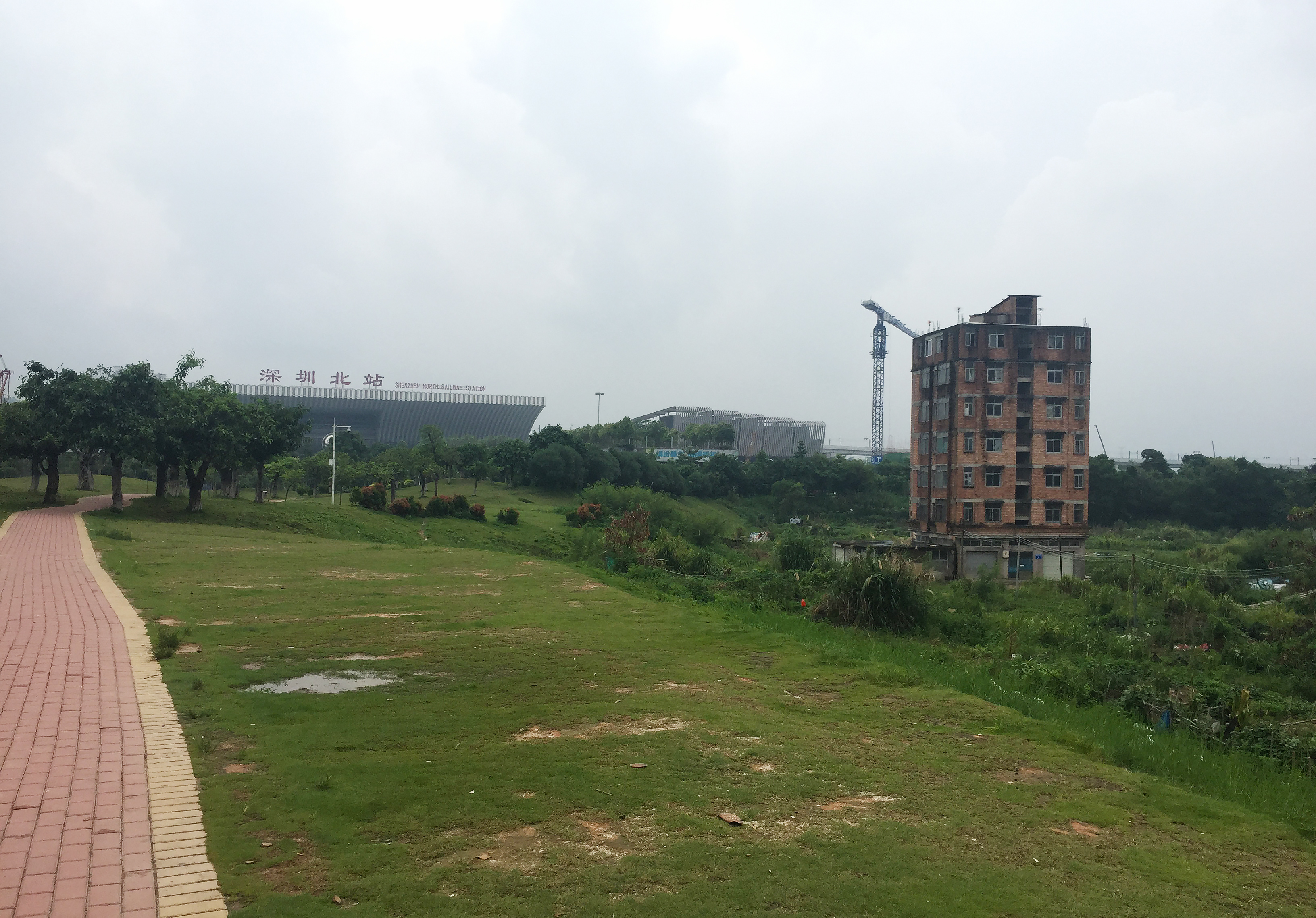
Una casa clavo cerca de la estación de ferrocarril de Shenzhen Norte, China.

## En la cultura popular
- Dos episodios de la cuarta temporada de The Drew Carey Show («A House Divided» y «A House Reunited») giran en torno al holdout de la casa, siendo el personaje protagonista la última resistencia frente a la edificación de un gran centro comercial, cuya construcción significaba la demolición parcial de su casa.
- A principios de 2010, la China Film Group Corporation, distribuidora cinematográfica estatal china, retiró anticipadamente de las pantallas la película Avatar. Muchos comentaristas en China establecieron conexiones entre los desalojos de casas clavo y las representaciones en la película de la reubicación forzosa de poblaciones indígenas por parte de una gran empresa. Los Angeles Times informó de que la decisión se debió a la preocupación de que la película desencadenara la disidencia sobre el fenómeno de las casas clavo en el país.[15]
- La película australiana de 1997 The Castle muestra a una familia que no está dispuesta a aceptar la expropiación forzosa de su casa en Melbourne, situada cerca de la pista de aterrizaje del aeropuerto.
- Al final de la película Batteries Not Included (1987), la casa de la pareja de ancianos sigue en pie y el promotor se ve obligado a construir su rascacielos alrededor.
- Un juego flash en línea desarrollado por Mirage Games, titulado The Big Battle: Nail House Versus Demolition Team, se hizo popular en China en 2010 y trata sobre el fenómeno de las casa clavo.[16][17]
- En 1950, el personaje Bugs Bunny se negó a desalojar su madriguera en favor de un rascacielos en construcción en el cortometraje Homeless Hare. El tema se repitió, esta vez debido a la construcción de una autopista, en el corto de 1954 No Parking Hare.
- En la película de 1974 Herbie Rides Again, un parque de bomberos es amenazado por un promotor agresivo que quiere construir un edificio de 130 plantas en su zona.
- Up, una película de Pixar de 2009, presenta a un viudo jubilado al que le insisten en abandonar su casa, pero él se niega a aceptar y convierte su vivienda en un dirigible improvisado llenando muchos globos de helio y viajando a Sudamérica, como promesa hecha a su difunta esposa. El argumento se inspira en la historia real de Edith Macefield.[18]
- En la quinta temporada de Better Call Saul, un agente inmobiliario se niega a vender su propiedad al banco Mesa Verde, lo que obliga a Kim Wexler a intentar mediar entre las dos partes.[19]
- El libro y la película neerlandesa Nobles intenciones, de título original Publieke Werken, toma como uno de los argumentos centrales la negativa por parte del protagonista, Walter Vedder, de vender su casa para construir el Hotel Victoria en la capital, Ámsterdam.[20]